# Patinage de vitesse sur piste courte aux Jeux olympiques de 2018 - Relais 3 000 mètres
Navigation
Sotchi 2014 Pékin 2022
Le relais féminin 3 000 mètres de patinage de vitesse sur piste courte (ou short-track) aux Jeux olympiques de 2018 a lieu les 10 février 2018 et 20 février 2018 au Palais des glaces de Gangneung à Gangneung.

## Médaillés
| Or                                                             | Argent                                                                | Bronze                                                                       |
| Corée du Sud Shim Suk-hee Choi Min-jeong Kim Ye-jin Kim A-lang | Italie Arianna Fontana Lucia Peretti Cecilia Maffei Martina Valcepina | Pays-Bas Suzanne Schulting Yara van Kerkhof Lara van Ruijven Jorien ter Mors |

## Résultats

### Demi-finales
Les demi-finales ont lieu le 10 février.
| Rang | Demi-finales | Athlètes                                                                       | Pays         | Temps          | Notes |
| ---- | ------------ | ------------------------------------------------------------------------------ | ------------ | -------------- | ----- |
| 1    | 1            | Shim Suk-hee Choi Min-jeong Kim Ye-jin Lee Yu-bin                              | Corée du Sud | 4 min 06 s 387 | QA    |
| 2    | 1            | Marianne St-Gelais Kim Boutin Jamie Macdonald Kasandra Bradette                | Canada       | 4 min 07 s 627 | QA    |
| 3    | 1            | Petra Jaszapati Andrea Keszler Sára Bácskai Bernadett Heidum                   | Hongrie      | 4 min 09 s 555 | QB    |
| 4    | 1            | Sofia Prosvirnova Ekaterina Konstantinova Ekaterina Efremenkova Emina Malagich | Russie (OAR) | 4 min 21 s 973 | QB    |
| 1    | 2            | Fan Kexin Han Yutong Qu Chunyu Zhou Yang                                       | Chine        | 4 min 05 s 315 | QA    |
| 2    | 2            | Arianna Fontana Lucia Peretti Cecilia Maffei Martina Valcepina                 | Italie       | 4 min 05 s 918 | QA    |
| 3    | 2            | Suzanne Schulting Yara van Kerkhof Lara van Ruijven Jorien ter Mors            | Pays-Bas     | 4 min 05 s 977 | QB    |
| 4    | 2            | Hitomi Saito Sumire Kikuchi Ayuko Ito Yuki Kikuchi                             | Japon        | 4 min 12 s 664 | QB    |

QA = Qualifiées pour la finale A
QB = Qualifiées pour la finale B

### Finales

#### Finale A
| Rang                               | Pays         | Athlètes                                                        | Temps          | Notes |
| ---------------------------------- | ------------ | --------------------------------------------------------------- | -------------- | ----- |
| Médaille d'or, Jeux olympiques     | Corée du Sud | Shim Suk-hee Choi Min-jeong Kim Ye-jin Kim A-lang               | 4 min 07 s 361 |       |
| Médaille d'argent, Jeux olympiques | Italie       | Arianna Fontana Lucia Peretti Cecilia Maffei Martina Valcepina  | 4 min 15 s 901 |       |
| 7                                  | Chine        | Fan Kexin Li Jinyu Qu Chunyu Zhou Yang                          | -              | PEN   |
| 8                                  | Canada       | Marianne St-Gelais Kim Boutin Valérie Maltais Kasandra Bradette | -              | PEN   |

#### Finale B
| Rang                                | Pays         | Athlètes                                                                       | Temps          | Notes |
| ----------------------------------- | ------------ | ------------------------------------------------------------------------------ | -------------- | ----- |
| Médaille de bronze, Jeux olympiques | Pays-Bas     | Suzanne Schulting Yara van Kerkhof Lara van Ruijven Jorien ter Mors            | 4 min 03 s 471 | RM    |
| 4                                   | Hongrie      | Petra Jászapáti Andrea Keszler Sára Bácskai Zsófia Kónya                       | 4 min 03 s 603 |       |
| 5                                   | Russie (OAR) | Sofia Prosvirnova Ekaterina Konstantinova Ekaterina Efremenkova Emina Malagich | 4 min 08 s 838 |       |
| 6                                   | Japon        | Hitomi Saito Sumire Kikuchi Shione Kaminaga Yuki Kikuchi                       | 4 min 13 s 072 |       |